# Estados Federados de Micronesia en los Juegos Olímpicos de Londres 2012
Los Estados Federados de Micronesia estuvieron representados en los Juegos Olímpicos de Londres 2012 por seis deportistas, cuatro hombres y dos mujeres, que compitieron en cuatro deportes.
El portador de la bandera en la ceremonia de apertura fue el halterófilo Manuel Minginfel. El equipo olímpico micronesio no obtuvo ninguna medalla en estos Juegos.